# Ortigueira
Ortigueira est le chef-lieu de la commune du même nom, situé dans la Province de La Corogne en Galice, communauté autonome en Espagne.

## Geographie
La commune d'Ortigueira occupe une superficie de 209,60 km², étant la plus peuplée et la plus étendue de toute la région d'Ortegal. Elle se limite au nord et au nord-est avec l'océan Atlantique, sur toute la vaste zone qui forme l'estuaire d'Ortigueira; au nord-ouest avec la commune de Cariño, à l'est avec la commune de Mañón, au sud avec celles de Somozas et Puentes de García Rodríguez et à l'ouest avec Cerdido et Cedeira.
Dans son vaste territoire, vous pouvez trouver des paysages montagneux, tels que la chaîne de montagnes Capelada; avec des montagnes comme le Coucepenido, à 572 m de hauteur; ou les montagnes Faladoira et Coriscada, avec des altitudes supérieures à 600 m. Quant aux paysages d'intérêt géologique, il convient de mentionner les plages d'Espasante, la plage de Picón et les falaises de Loiba, ainsi que la Costa Xuncos, d'où émergent des roches d'origine volcanique.
L'estuaire d'Ortigueira est la caractéristique géographique la plus remarquable de la commune. Il est situé dans les dénommées Rías Altas, occupant le large estuaire créé par les rivières Mayor, Baleo et Mera. Cette dernière, beaucoup plus grande et plus longue, sert de frontière naturelle avec la commune de Cerdido.
C'est l'une des zones humides les plus importantes de Galice, étant la plus grande des cinq zones protégées par l'accord Ramsar. 93 types d'animaux vertébrés y cohabitent (18 considérés d'importance internationale), parmi lesquels 68 espèces d'oiseaux migrateurs, 9 espèces de mammifères et 9 espèces d'amphibiens. Elle est inscrite depuis le 9 mars 1990 au registre des espaces naturels de Galice et est également considérée comme une zone ZEPA (zone de protection spéciale pour les oiseaux) et une zone LIC (lieu d'importance communautaire).

## Climatologie
Sa situation géographique dans la zone de confluence entre l'océan Atlantique et la mer Cantabrique en fait un climat océanique humide, (type Csb selon la classification climatique de Köppen), avec des températures douces en été et en hiver, de 14° de moyenne annuelle et amplitude de 9,6 °.
Les précipitations sont abondantes et fréquentes en hiver, avec une moyenne annuelle d'environ 1 400 mm.
| Parámetros climáticos promedio de Ortigueira en el periodo 1976-2003                                                                                             | Parámetros climáticos promedio de Ortigueira en el periodo 1976-2003 | Parámetros climáticos promedio de Ortigueira en el periodo 1976-2003 | Parámetros climáticos promedio de Ortigueira en el periodo 1976-2003 | Parámetros climáticos promedio de Ortigueira en el periodo 1976-2003 | Parámetros climáticos promedio de Ortigueira en el periodo 1976-2003 | Parámetros climáticos promedio de Ortigueira en el periodo 1976-2003 | Parámetros climáticos promedio de Ortigueira en el periodo 1976-2003 | Parámetros climáticos promedio de Ortigueira en el periodo 1976-2003 | Parámetros climáticos promedio de Ortigueira en el periodo 1976-2003 | Parámetros climáticos promedio de Ortigueira en el periodo 1976-2003 | Parámetros climáticos promedio de Ortigueira en el periodo 1976-2003 | Parámetros climáticos promedio de Ortigueira en el periodo 1976-2003 |
| Jan. | Fév.                                                                 | Mar.                                                                 | Avr.                                                                 | Mai                                                                  | Jui.                                                                 | Jui.                                                                 | Aoû.                                                                 | Sep.                                                                 | Oct.                                                                 | Nov.                                                                 | Déc.                                                                 | Moyenne                                                              |
| --- | -------------------------------------------------------------------- | -------------------------------------------------------------------- | -------------------------------------------------------------------- | -------------------------------------------------------------------- | -------------------------------------------------------------------- | -------------------------------------------------------------------- | -------------------------------------------------------------------- | -------------------------------------------------------------------- | -------------------------------------------------------------------- | -------------------------------------------------------------------- | -------------------------------------------------------------------- | -------------------------------------------------------------------- |
| 9.6 | 10.0                                                                 | 11.6                                                                 | 12.6                                                                 | 14.6                                                                 | 17.0                                                                 | 18.9                                                                 | 19.3                                                                 | 18.1                                                                 | 15.3                                                                 | 11.9                                                                 | 10.1                                                                 | 14.1                                                                 |
| 206.8 | 164.8                                                                | 126.3                                                                | 150.7                                                                | 95.3                                                                 | 61.8                                                                 | 42.5                                                                 | 40.9                                                                 | 72.0                                                                 | 135.7                                                                | 157.5                                                                | 203.3                                                                | 1457.6                                                               |
| Fuente: Ministerio de Agricultura, Alimentación y Medio Ambiente. Datos de precipitación y temperatura para el periodo 1976-2003 en Ortigueira 7 de mayo de 2016 |                                                                      |                                                                      |                                                                      |                                                                      |                                                                      |                                                                      |                                                                      |                                                                      |                                                                      |                                                                      |                                                                      |                                                                      |

## Demographie
La population recensée au 1 Janvier 2024 était de 5'418 habitants, en forte décroissance d’environ 150 habitants par an depuis 1998, tendance généralisée dans cette région du pays.
Selon l'article de La Voz de Galicia en date du 11 Avril 2021, Ortigueira est la commune de la province avec le plus grand nombre de bourgs abandonnés, 121 sans aucun habitants, 100 avec un ou deux habitants sur les 300 qui la compose.

### Commune, évolution démographique 1996-2020
Pour des raisons techniques, il est temporairement impossible d'afficher le graphique qui aurait dû être présenté ici.

### Parroisses et chef-lieu, évolution démographique 1996-2020
| Evolution demographique des parroisses et chef-lieu entre 2000 et 2020 |
|                                                                        |
| Données selon l'INE.                                                   |

## Parroisses
Parroisses formant la commune :
- Barbos (San Xulián)
- Céltigos (San Xulián)
- Couzadoiro (San Cristóbal)
- Cuíña (Santiago)
- Devesos (San Sebastián)
- Espasante (San Juan)
- Freires (San Pablo)
- Insua (San Juan)
- Ladrido (Santa Eulalia)
- Loiba (San Xulián)
- Luama (San Martiño)
- Luhia
- Mera de Baixo (Santiago)
- Mera de Riba (Santa María)
- Mosteiro (San Juan)
- Nieves
- Ortigueira (Santa Marta)
- San Claudio (Santa María)
- San Salvador de Couzadoiro (San Salvador)

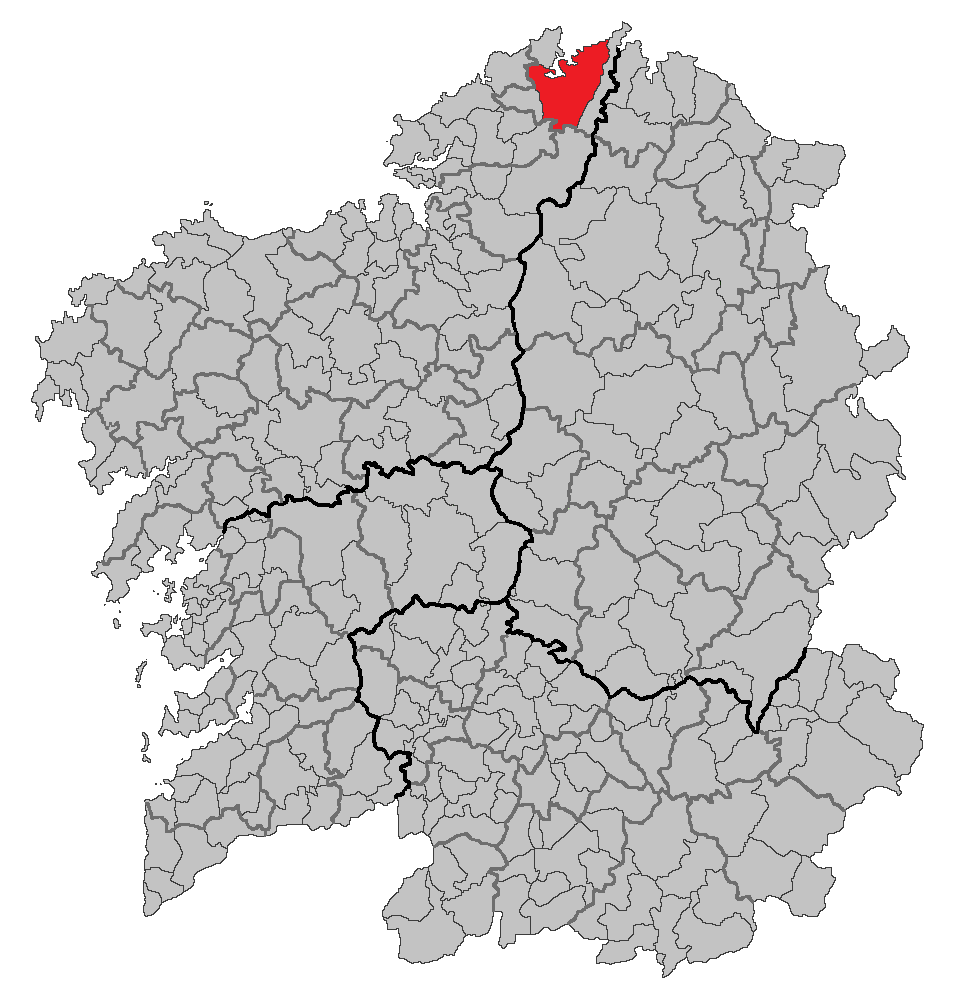
Localisation de Ortigueira en Galice

- Senra (San Xulián)
- Veiga (San Adrián)
- Yermo

## Culture
Connue mondialement pour son festival international du monde celte (Festival Internacional do Mundo Celta) créé en 1978. Après quelques années d'interruption, ce festival connaît un nouvel essor sous le nom de Festival d'Ortigueira. Il est déclaré Fête d'intérêt touristique international depuis 2005.

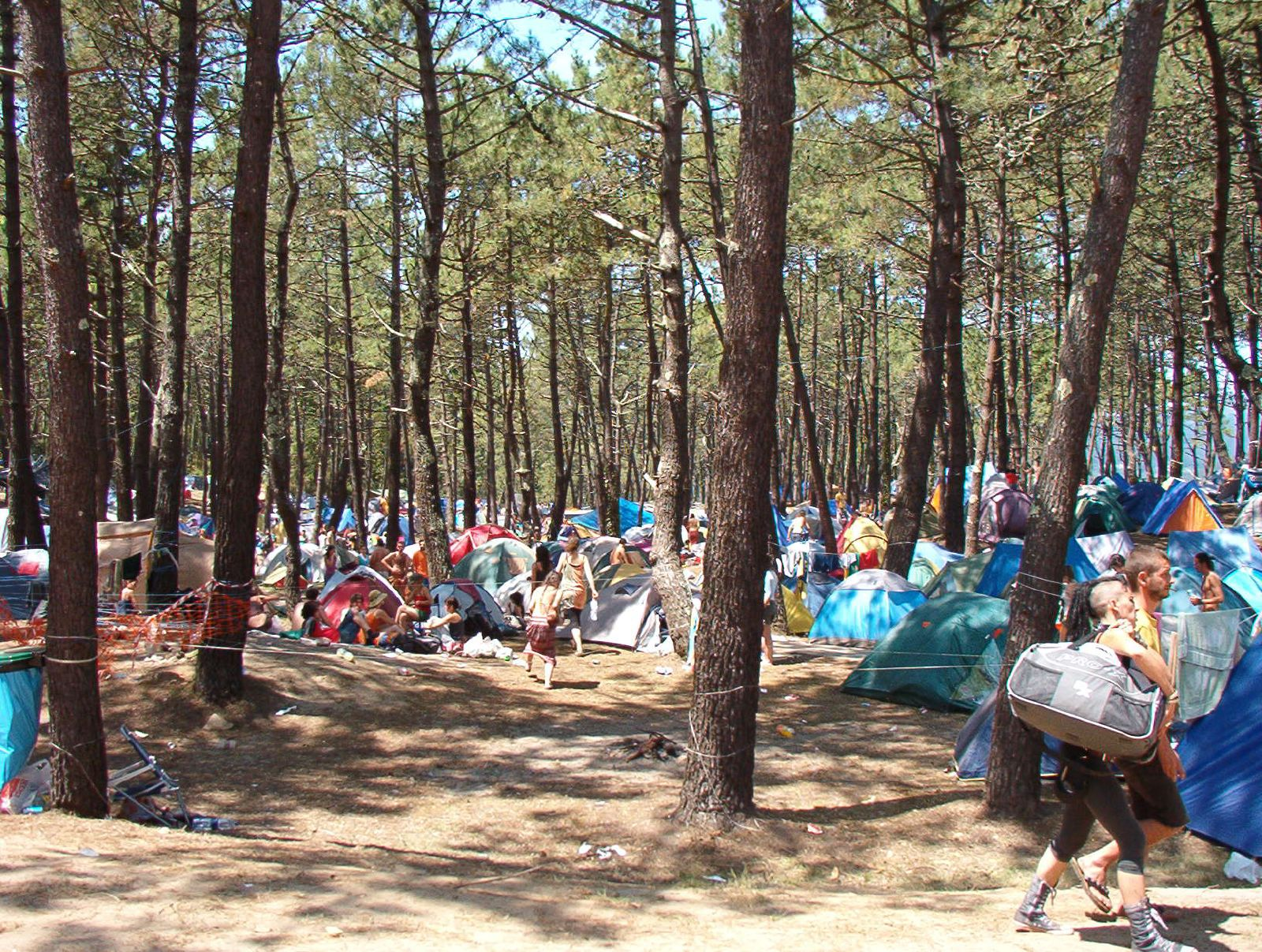
Festival d' Ortigueira

## Personnalités liées à la ville
- Léonor Soto y Reguera (1878-1957), mère de l'acteur Louis de Funès, est née le 21 janvier 1878 à Ortigueira.